# Weather Report (album, 1971)
Cet article concerne l'album de 1971 de Weather Report. Pour l'album de 1982 de Weather Report, voir Weather Report.
Albums de Weather Report
I Sing The Body Electric
(1972)
Weather Report, paru en 1971, est le premier album du groupe de jazz-fusion éponyme.

## Liste des titres
| No | Titre         | Auteur                                      | Durée |
| -- | ------------- | ------------------------------------------- | ----- |
| 1. | Milky Way     | Joe Zawinul, Wayne Shorter                  | 2:33  |
| 2. | Umbrellas     | Joe Zawinul, Wayne Shorter, Miroslav Vitouš | 3:27  |
| 3. | Seventh Arrow | Miroslav Vitouš                             | 5:23  |
| 4. | Orange Lady   | Joe Zawinul                                 | 8:44  |
| 5. | Morning Lake  | Miroslav Vitouš                             | 4:26  |
| 6. | Waterfall     | Joe Zawinul                                 | 6:20  |
| 7. | Tears         | Wayne Shorter                               | 3:25  |
| 8. | Eurydice      | Wayne Shorter                               | 5:45  |

## Personnel
- Joe Zawinul – Piano acoustique et électrique
- Wayne Shorter – Saxophone Soprano
- Miroslav Vitouš – Basse, contrebasse
- Alphonse Mouzon – Batterie, chant
- Airto Moreira – Percussions

### Musiciens additionnels
- Barbara Burton – Percussions - Non créditée
- Don Alias – Percussions - Non crédité